# Seesperre von Hominde
Koordinaten: 54° 42′ 18″ N, 11° 15′ 0″ O
Die Seesperre von Hominde (dänisch Homindespærringen) bei Rødby, an der Südküste der dänischen Insel Lolland, wurde 1930 entdeckt und seit 1994 durch systematische Untersuchungen von Unterwasserarchäologen erschlossen.

## Lage

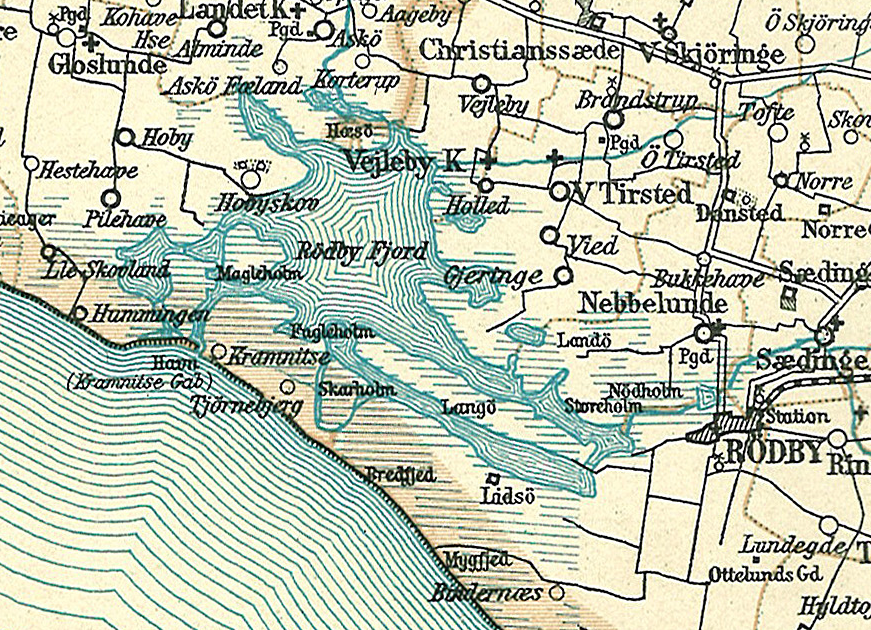
Ehemaliger Küstenverlauf um Rødby

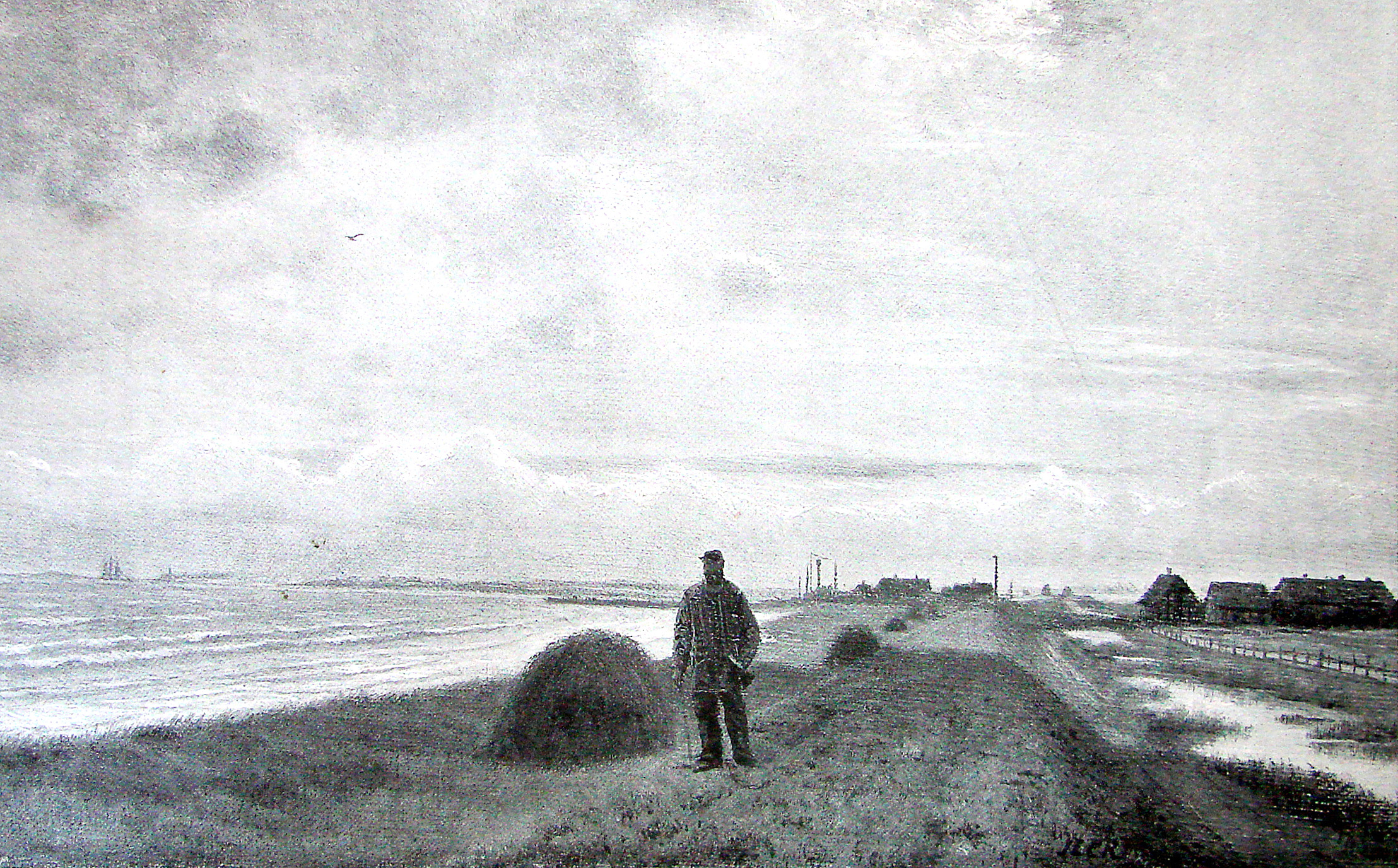
Die Küste bei Kramnitze 1893

Die Südküste Lollands wurde zuletzt im Jahre 1872 von einer Sturmflut verheert, die heutige Küstenlandschaft entstand durch Landgewinnung und war mit der Trockenlegung des Rødby-Fjordes verbunden. In der Wikingerzeit (800–1050 n. Chr.) bildete der Rødby-Fjord ein häufiges Ziel von Angriffen und Überfällen, die von See ausgeführt wurden. Die Angreifer nutzten den Fjord als Einfallstor in das Hinterland.

## Beschreibung
Die Seesperre von Hominde bildete ein verborgenes Hindernis im Fahrwasser des Fjordes, sie bestand aus einer bogenförmig in den Grund eingerammten Pfahlkonstruktion (überwiegend Eichenholz) von etwa 200 m Länge und 10 m Breite. Es bestand eine schmale Öffnung, deren Lage nur Eingeweihten bekannt war. Das auf einer Grundfläche von etwa 1600 m² angelegte Sperrwerk wurde nach C14-Datierung um das Jahr 1020 (±100 kal) begonnen (Regierungszeit von Sven Gabelbart). Bei der Untersuchung von 1994 stellte sich heraus, dass die Seesperre über einen langen Zeitraum existierte und zwischenzeitlich umgebaut worden war. In ihrer klassischen Form, mit waagrechten vorderen Absperrungen, stammt sie aus der Zeit um 1140, also aus der Regierungszeit König Eriks III. Lam, der bis 1146 regierte, bzw. seiner Nachfolger, darunter Waldemar I., die eine aktive Expansionspolitik in der Ostsee betrieben.

## Bedeutung
Seit 1993 hat das Dänische Nationalmuseum eine systematische Untersuchung zu mittelalterlichen Unterwasserverteidigungsbauwerken unternommen, die Buchten und Fjordmündung versperrten. Nach Mitteilung von Anne Nørgaard Jørgensen waren diese Art Verteidigungsanlagen eine wirksame Möglichkeit, um die Bevölkerung der dänischen Inseln vor Überfällen zu schützen. In den Küstengewässern Dänemarks wurden sowohl Seesperren nach dem Beispiel Hominde als auch in Flussläufen „eingebaute“ Seile und Ketten verwendet.
Mit den Seesperren festigte sich das Sozialgefüge innerhalb der Inselbevölkerung, es war eine Grundlage für die Entstehung eines dänischen Staatswesens.
Die Seesperre diente nun der Abwehr von Angriffen der Slawen. Eine zumindest punktuelle Besiedlung der Inseln Lolland und Falster, die zwischen 900 und 1300 erfolgte, wird durch slawische Ortsnamen belegt (wie Korselitse, Kramnitse, Tillitse), die F. W. Housted erforschte. Einige Jahre nach Erik III. eroberte der dänische König Waldemar I. die Insel Rügen und beendete die slawische Bedrohung. Seine Grabplatte berichtet, dass die Slawen Dänemark vor seinem Regierungsantritt verwüstet hatten.